# John de Bohun, 5. Earl of Hereford
John de Bohun, 5. Earl of Hereford (* 23. November 1306; † 20. Januar 1336) war ein englischer Magnat.

## Herkunft und Jugend
John de Bohun entstammte der anglonormannischen Familie Bohun. Er war der zweite, aber älteste überlebende Sohn von Humphrey de Bohun, 4. Earl of Hereford und von Elisabeth, der jüngsten Tochter von König Eduard I. und Eleonore von Kastilien. Sein Vater fiel 1322 im Despenser War als Rebell gegen König Eduard II. in der Schlacht bei Boroughbridge und wurde noch postum enteignet. John wurde zusammen mit zwei seiner jüngeren Brüder sowie mit zwei Söhnen des Rebellen Roger Mortimer of Wigmore in milder Haft in Windsor Castle festgehalten.

## Vertrauter von König Eduard III.
Erst nach dem Sturz von König Eduard II. Ende 1326 kam John frei. Er erhielt die ausgedehnten Besitzungen seines Vaters sowie die Titel Earl of Essex sowie Earl of Hereford zurück. Im Januar 1327 gehörte er zu den Adligen, die in der Londoner Guildhall dem Thronfolger Eduard und Königin Isabelle die Treue schworen. Vor der Krönung von Eduard III. schlug er am 1. Februar 1327 zusammen mit Jean de Beaumont, dem Bruder von Graf Wilhelm von Hennegau, den König und zahlreiche junge Adlige zu Rittern. Am folgenden Tag nahm er an der Krönung in Westminster Abbey teil. Als der König im September 1327 vom Tod seines Vaters erfuhr, berichtete er kurz darauf seinem Cousin Bohun in einem Brief davon. Als High Constable begleitete er Ende Dezember 1327 und Januar 1328 Philippa, die junge Braut des Königs, von London nach York, wo ihre Hochzeit mit dem König stattfand. Als der junge König im Oktober 1330 das Regime seiner Mutter Isabelle und von deren Geliebten Roger Mortimer in einem Staatsstreich stürzte, gehörte Bohun zusammen mit seinen Brüdern zu seinen Unterstützern. Nach der Hinrichtung von Mortimer eskortierten er und seine Brüder die entmachtete Königin von Windsor nach Berkhamstead, wo sie den König traf. Trotz dieser Prominenz, seines Titels und seines Amtes als High Constable spielte er in der Folge politisch keine Rolle, wahrscheinlich war er aufgrund einer Krankheit beeinträchtigt. Im Krieg gegen Schottland ließ er sich 1333 bei der Belagerung von Berwick als Constable durch seinen Bruder Edward Bohun vertreten. Allerdings unterstützte er wahrscheinlich den Anspruch seines Bruders Edward auf das schottische Annandale, das auch von Henry Percy beansprucht wurde. Im Sommer 1335 gehörte er mit einem Aufgebot von 135 men-at-arms und 29 berittenen Bogenschützen zum Heer von Eduard III., als dieser im Krieg gegen Schottland nach Carlisle zog.

## Heirat und Erbe
1325 hatte Bohun Alice FitzAlan, die älteste Tochter von Edmund FitzAlan, 9. Earl of Arundel und von Alice de Warenne geheiratet. In zweiter Ehe heiratete er Margaret Basset, eine Tochter von Ralph Basset, 2. Baron Basset of Drayton († 1299) und von Joan de Grey. Er wurde in Stratford Langthorne Abbey bei London begraben. Da er ohne Nachkommen starb, erbte sein jüngerer Bruder Humphrey seine Titel und seine Besitzungen.